# Spessart (Brohltal)
Spessart ist eine Ortsgemeinde im Landkreis Ahrweiler in Rheinland-Pfalz. Sie gehört der Verbandsgemeinde Brohltal an, die ihren Verwaltungssitz in Niederzissen hat.

## Geographie
Im Ortsteil Hannebach entspringt der Brohlbach. Von hier aus durchfließt er das Brohltal und mündet bei Brohl-Lützing in den Rhein. Im ehemaligen Steinbruch „Hannebacher Ley“ ist das seltene Mineral Hannebachit zu finden.

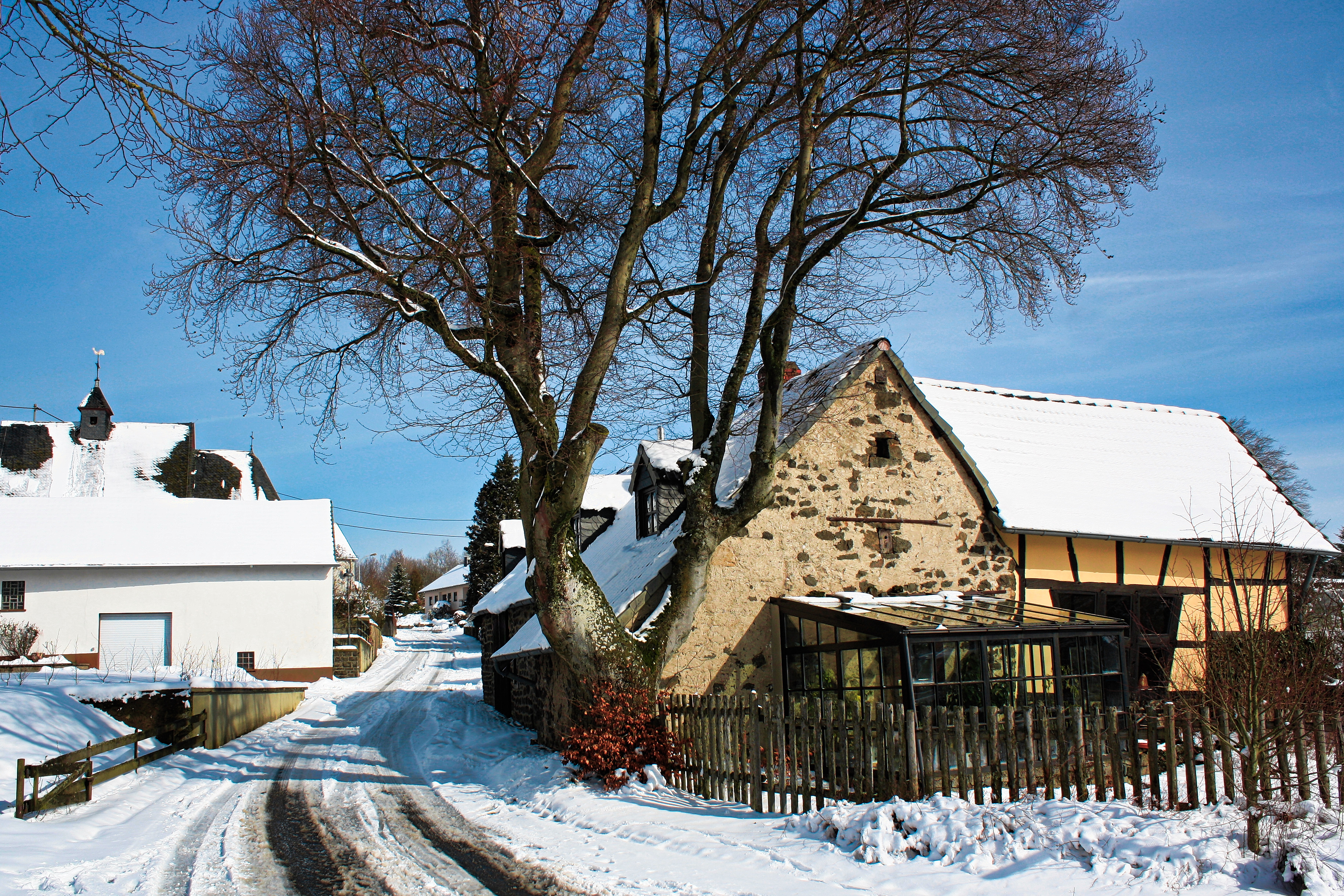
Hannebach

Die Gemeinde besteht aus den Dörfern und Weilern Spessart, Hannebach, Wollscheid und Heulingshof.

## Geschichte
Der Ortsteil Spessart gehörte bis zum Ende des 18. Jahrhunderts zur Herrschaft Kempenich, die Ortsteile Hannebach und Wollscheid zur Herrschaft Olbrück.
Bevölkerungsentwicklung
Die Entwicklung der Einwohnerzahl der Gemeinde Spessart, die Werte von 1871 bis 1987 beruhen auf Volkszählungen:
| Jahr | Einwohner |
| ---- | --------- |
| 1815 | 323       |
| 1835 | 436       |
| 1871 | 439       |
| 1905 | 458       |
| 1939 | 538       |
| 1950 | 540       |
| 1961 | 575       |

| Jahr | Einwohner |
| ---- | --------- |
| 1970 | 656       |
| 1987 | 660       |
| 1997 | 744       |
| 2005 | 758       |
| 2011 | 756       |
| 2017 | 772       |
| 2023 | 860       |

## Politik

### Bürgermeister
Frank Klapperich (SPD) wurde am 7. September 2009 Ortsbürgermeister von Spessart.
Er wurde im Juni 2024 wiedergewählt.
Klapperichs Vorgängerin Christel Groß (FWG) hatte das Amt bis 2009 ausgeübt.

### Wappen
| Wappen von Spessart | Blasonierung: „Durch einen schwarzen und silberne Wellenbalken schräglinks geteilt von Silber und Grün, oben zwei schräglinks sich berührende schwebende Balkenkreuze, rot und schwarz, unten aus dem Schildrand wachsend vier nach links gestaffelte silberne Sechskantsäulen steigender Höhe, die vierte etwas kleiner als die dritte.“    |
| Wappen von Spessart | Wappenbegründung: Die beiden, roten und schwarzen, Balkenkreuze in Silber stehen für die jahrhundertelange Zugehörigkeit von Spessart zu Kurtrier (rot) und Kurköln (schwarz), der Wellenbalken symbolisiert den Brohlbach, und die Sechskantsäulen den Steinbruch „Hannebacher Ley“; die Farbe grün steht für den Wald- und Wiesenreichtum. |